# Evan McGrath
Evan McGrath (* 14. Januar 1986 in Oakville, Ontario) ist ein kanadisch-polnischer Eishockeyspieler, der seit 2018 bei den Sheffield Steelers in der Elite Ice Hockey League unter Vertrag steht.

## Karriere

### Junioren
Evan McGrath begann seine Karriere 2001 bei seinem Heimatverein Oakville Blades in der Ontario Provincial Junior A Hockey League, ehe er 2002 in die hochklassige Ontario Hockey League zu den Kitchener Rangers wechselte. McGrath hatte eine gute Rookie-Saison mit 16 Toren und 31 Assists in 64 Ligaspielen. In den Playoffs zogen die Rangers bis ins Finale um den J. Ross Robertson Cup ein, wo sie schließlich auch gegen die Ottawa 67’s erfolgreich waren. Der ganz große Erfolg folgte kurz darauf, als sie die kanadischen Juniorenmeisterschaft um den Memorial Cup gewannen. In der zweiten Saison stagnierten die Leistungen von McGrath und er konnte nicht beweisen, dass er sich weiterentwickelt hatte. Noch zur Mitte der Saison wurde er von den Talentspähern der NHL auf Rang 15 der nordamerikanischen Feldspieler, die für den NHL Entry Draft 2004 verfügbar waren, geführt. Jedoch rutschte er bis zum Draft in den Ranglisten immer weiter zurück und wurde schließlich von den Detroit Red Wings erst in der vierten Runde an Position 128 ausgewählt.
In der Saison 2004/05 konnte er sich deutlich steigern und nach 23 Spielen hatte er bereits 40 Scorerpunkte gesammelt. In der zweiten Saisonhälfte wurde er jedoch durch eine Verletzung am Knöchel behindert und kam nach 68 Spielen schließlich auf 87 Punkte, womit er der Topscorer der Rangers war. In den Playoffs zog die Mannschaft bis ins Finale der Western Conference und McGrath steuerte sieben Tore und sechs Vorlagen in den 15 Spielen bei, während er die Rolle des Topscorers aufgrund seiner Knöchelverletzung an Mike Richards abgeben musste. Die erfolgreichste Saison bei den Junioren hatte McGrath 2005/06. Mit 37 Toren und 77 Assists führte er die Rangers an und belegte in der Scorerwertung der Liga mit 114 Punkten den fünften Platz. Jedoch ließen seine Leistungen in den Playoffs nach und er kam nur auf vier Punkte in fünf Spielen gegen die Außenseiter Owen Sound Attack, die die Serie für sich entscheiden konnten.

### American Hockey League
Im Herbst 2006 wechselte McGrath zu den Grand Rapids Griffins, dem Farmteam der Detroit Red Wings aus der American Hockey League. Er hatte eine schwierige Debütsaison, da er seine Scorerfähigkeiten aus seiner Juniorenzeit nicht auf das Spiel der Senioren übertragen konnte. Zeitweise wurde er zu den Toledo Storm aus der ECHL geschickt, wo er sehr gute Leistungen zeigte, jedoch erzielte er 59 AHL-Spielen nur sechs Tore bei acht Torvorlagen.
In der Saison 2007/08 konnte sich McGrath anfangs zwar noch nicht zu einem Leistungsträger entwickeln, konnte sich aber im Laufe der Spielzeit steigern. Vor allem in der zweiten Saisonhälfte überzeugte er mit 22 Scorerpunkten in den letzten 30 Ligaspielen, allerdings verpassten die Griffins recht deutlich die Playoffränge. Zur neuen Saison verlor er anfangs seinen Stammplatz im Team, konnte ihn aber durch überzeugende Leistungen zurückerobern und präsentierte sich im Laufe der Spielzeit als eine der konstantesten Offensivkräfte im Kader der Griffins. In einer Angriffsformation mit Francis Paré und Francis Lemieux bestritt er seine bis dahin beste Profisaison und entwickelte sich innerhalb der Mannschaft zu einer wichtigen Stütze. In der Saison 2009/10 war er Assistenzkapitän der Griffins, blieb allerdings deutlich hinter seinen Vorjahreswerten zurück und kam in 15 Spielen auch für die Syracuse Crunch zum Einsatz.

### Europa
Zur Saison 2010/11 unterschrieb er einen Vertrag beim schwedischen Zweitligisten VIK Västerås HK, bevor er zwischen 2011 und 2013 für den Ligakonkurrenten IK Oskarshamn als Assistenzkapitän auf dem Eis stand. Im April 2013 wurde McGrath vom Frölunda HC in der Svenska Hockeyligan unter Vertrag genommen, wechselte jedoch während der laufenden Saison im Februar 2014 erneut zum VIK Västerås HK. Ab Oktober 2015 spielte der Angreifer abermals für IK Oskarshamn, bevor er zur Saison 2015/16 in die Schweizer National League B zu Hockey Thurgau ging. Im Laufe der Saison verbuchte er auch einen Playoff-Einsatz für den HC Davos in der NLA, nachdem er vom HCD mit einer B-Lizenz ausgestattet worden war.
Im April 2016 verpflichtete der EC VSV aus der Österreichischen Eishockey Liga McGraths für ein Jahr. Nach dem Ende der Saison 2016/17 erhielt McGrath kein neues Vertragsangebot.
Am 18. Juli 2017 statteten die Adler Mannheim aus der Deutschen Eishockey Liga McGrath mit einem einmonatigen Probevertrag aus, an dessen Ende allerdings keine feste Verpflichtung stand. Wenige Tage später wurde er dann vom Kooperationspartner Kassel Huskies verpflichtet.

## Erfolge und Auszeichnungen
| - 2003 OHL Second All-Rookie Team - 2003 J.-Ross-Robertson-Cup-Sieger mit den Kitchener Rangers - 2003 Memorial-Cup-Sieger mit den Kitchener Rangers | - 2004 CHL Top Prospects Game - 2005 OHL All-Star Game - 2006 OHL All-Star Game |

## Karrierestatistik

### International
McGrath vertrat Kanada bei:
- U18-Junioren-Weltmeisterschaft 2004

(Legende zur Spielerstatistik: Sp oder GP = absolvierte Spiele; T oder G = erzielte Tore; V oder A = erzielte Assists; Pkt oder Pts = erzielte Scorerpunkte; SM oder PIM = erhaltene Strafminuten; +/− = Plus/Minus-Bilanz; PP = erzielte Überzahltore; SH = erzielte Unterzahltore; GW = erzielte Siegtore; 1 Play-downs/Relegation; Kursiv: Statistik nicht vollständig)